# 空閑良壽
空閑 良壽（くが よしかず）は、日本の化学工学者。室蘭工業大学学長。

## 略歴
1974年埼玉県立浦和高等学校卒業。1979年東京工業大学工学部化学工学科卒業。1981年東京工業大学大学院工学研究科化学工学専攻修士課程修了、理化学研究所入所。1988年テキサス大学化学工学科博士研究員兼任、東京工業大学より工学博士の学位を取得。1996年室蘭工業大学助教授。2001年室蘭工業大学教授。2005年日本エアロゾル学会論文賞受賞。2009年室蘭工業大学副学長。2011年国立大学法人室蘭工業大学理事・副学長。2014年日本エアロゾル学会高橋幹二賞受賞。2015年室蘭工業大学学長。2018年化学工学会優秀論文賞受賞。